# Геутваль Клавдія Іванівна
Геутваль Клавдія Іванівна (рос. Геутваль Клавдия Ивановна; *1930, селище Шелагський — †2002) — чукотська оповідачка, піснярка, поетка і фольклорист. Заслужений працівник культури РРФСР.

## Життєрис
Народилася в 1930 році, зросла в Усть-Чаунській тундрі.
У 1948 році закінчила середню школу в Певеку. Закінчила дворічну партійну школу в Анадирі. Багато років перебувала на партійній роботі.
в 1970-ті створила в селі Риткучі національний ансамбль «Іннетет» («Північне сяйво»).